# Chloraea cristata
Chloraea cristata es una especie de orquídea de hábito terrestre originaria de Chile.

## Descripción
Es una orquídea de tamaño medio que prefiere el clima fresco. Tiene hábito terrestre. Florece en la primavera en una inflorescencia con varias flores.

## Distribución
Se encuentra en el centro de Chile a una altura de 1500 metros. 

## Taxonomía
Chloraea cristata fue descrita por John Lindley y publicado en Journal of Botany, being a second series of the Botanical Miscellany 1: 4. 1834.
Etimología
Ver: Chloraea
cristata: epíteto latino que significa "con cresta".
Sinonimia
- Chloraea dasypogon Phil., Linnaea 33: 243 (1864).
- Chloraea pogonata Phil., Linnaea 33: 240 (1864).
- Asarca dasypogon (Phil.) Kuntze, Revis. Gen. Pl. 2: 652 (1891).
- Asarca pogonata (Phil.) Kuntze, Revis. Gen. Pl. 2: 652 (1891)[4]